# Tylihoul
Le Tylihoul (en ukrainien : Тилігул) ou Tiligoul (en russe : Тилигул) est un fleuve côtier d'Ukraine qui arrose l'oblast d'Odessa et se jette dans la mer Noire.

## Géographie
Le Tylihoul est long de 173 km et draine un bassin de 3 550 km2. Le fleuve naît dans les collines au sud de Podolsk et se jette dans la mer Noire dans l'estuaire de Tylihoul, qui se trouve entre Mykolaïv et Odessa. Cet estuaire est long de 80 km, large de 200 m à 3,5 km et sa profondeur peut atteindre 19 m. Sa superficie est d'environ 170 km2. Il est séparé de la mer par une bande de terre de 4 km de largeur et 7 km de longueur, mais un canal permet aux eaux du Tylihoul de rejoindre la mer Noire. Il a un régime nival et certaines sections sont asséchées en été. Son débit moyen est de 0,74 m3/s à 29 km de l'embouchure. Ses eaux sont utilisées pour l'irrigation. 
Il arrose les villes d'Ananiv et de Berezivka (oblast d'Odessa).

## Source
- Grande Encyclopédie soviétique

## Galerie

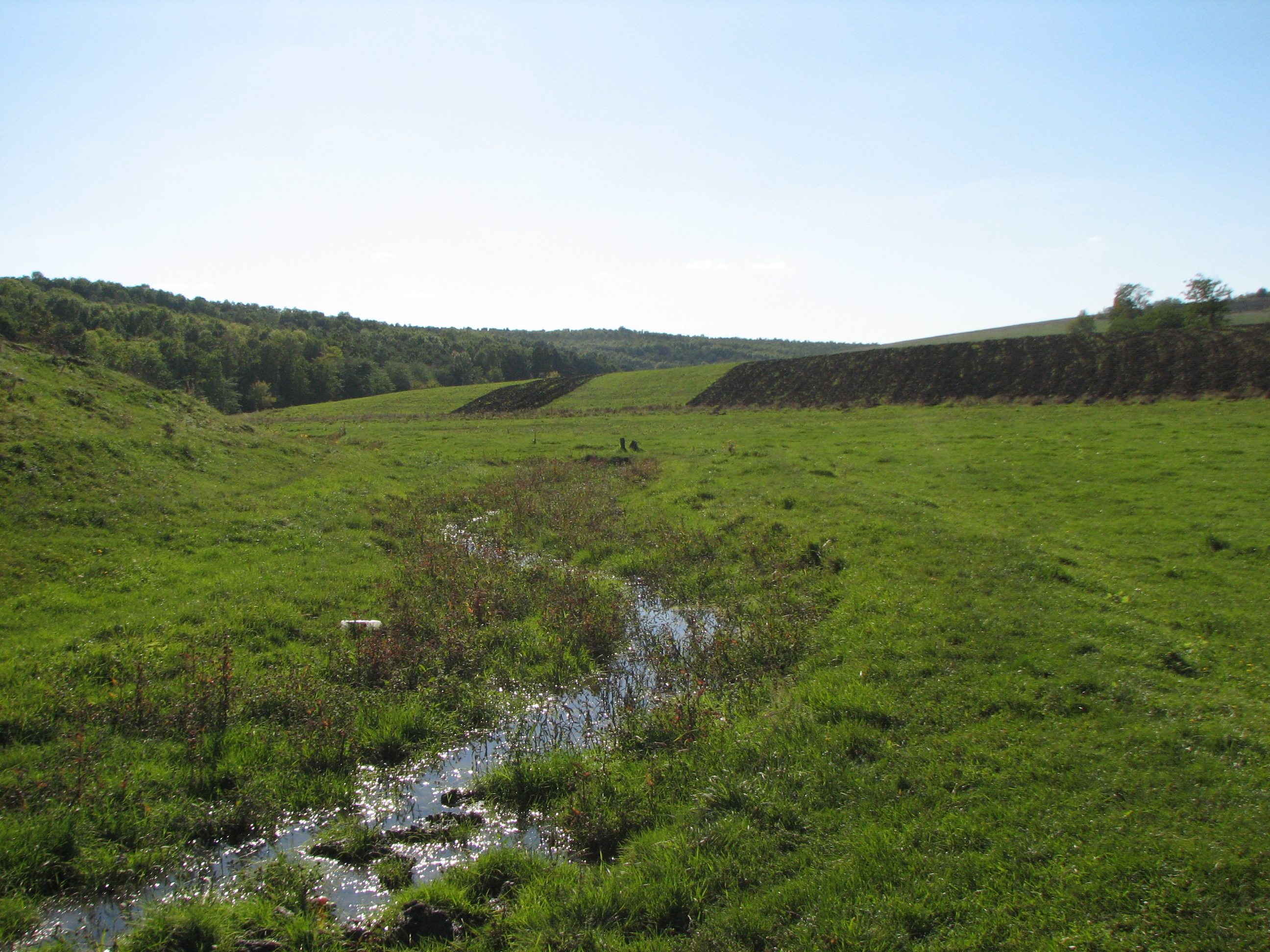
Une des sources du Tylihoul
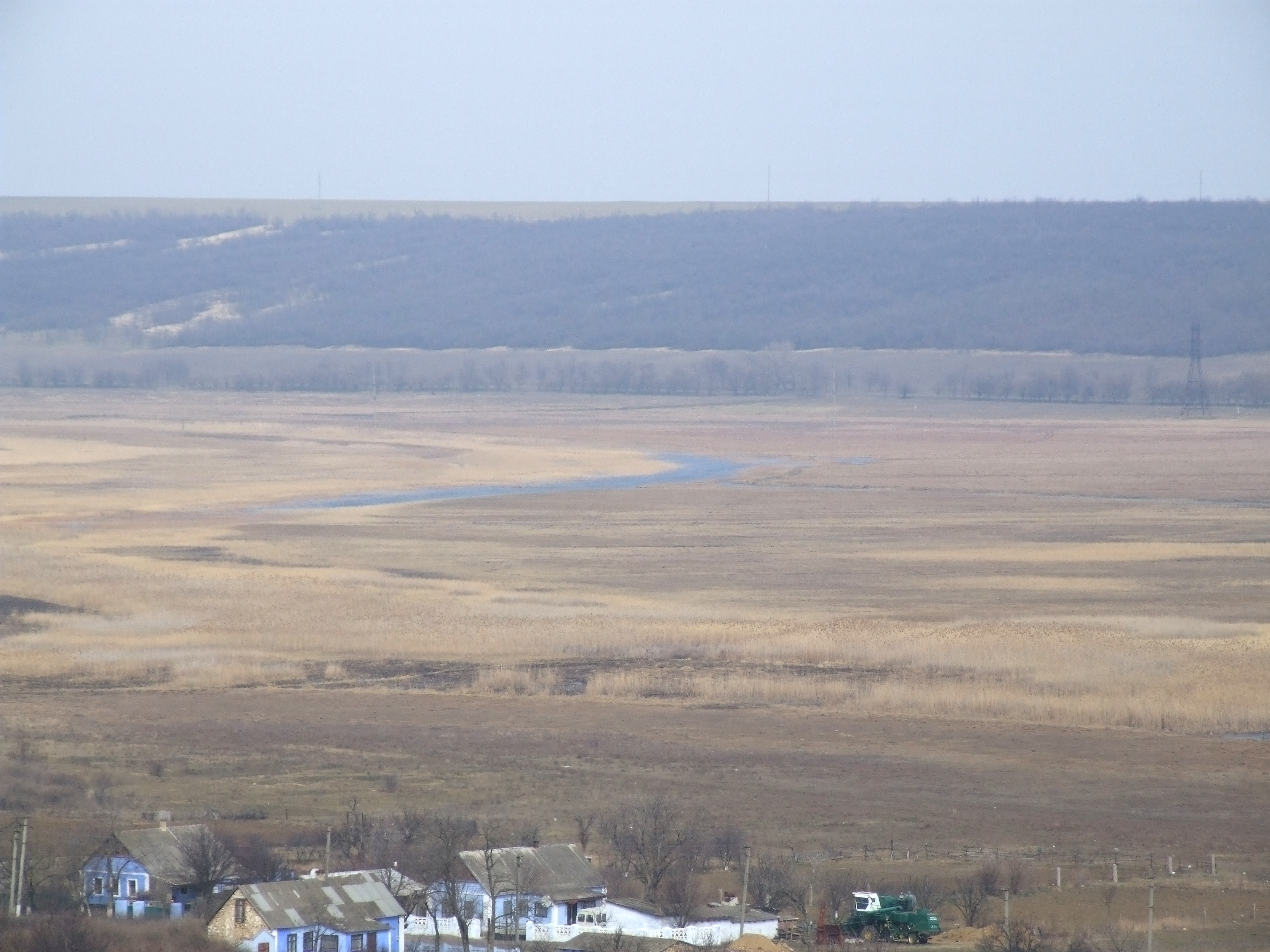
Le Tylihoul près du village de Zbrojkivka